# Hospital Sírio-Libanês
O Hospital Sírio-Libanês é um complexo hospitalar brasileiro com sede na cidade de São Paulo e atuação também em Brasília. Concebido em 1921 e fundado em 1965, é considerado um dos mais importantes centros médicos da América Latina, sendo notório por atender a figuras públicas, popularidade que se atribui à composição de sua equipe médica. É considerado um dos hospitais mais altos.

## História

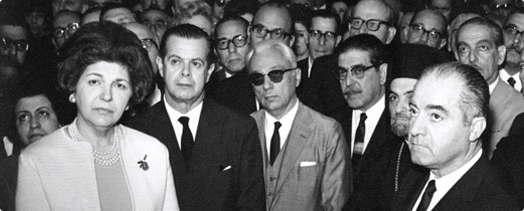
Adma Jafet durante a inauguração oficial do hospital em 1965.

A história do hospital remonta a 28 de novembro de 1921, em que um grupo de amigas da colônia sírio-libanesa reunidas na casa de dona Adma Jafet planejavam construir um hospital a fim de retribuir o acolhimento da cidade de São Paulo. No encontro, fundaram a Sociedade Beneficente de Senhoras, que buscou apoio de voluntários e empresários para a construção de um hospital. Com a ajuda de doadores, a construção iniciou em 1931. Com planos de inauguração em 1941, o complexo estava praticamente pronto, mas foi tomado pelo exército devido as tensões da Segunda Guerra Mundial, e transformado em uma escola preparatória de cadetes de São Paulo. No ano de 1959, as obras foram retomadas, depois de muita insistência.
Quem retomou o projeto, no entanto, foi a filha de Adma, Violeta Jafet, pois Adma morreu no ano de 1956. Na data 15 de agosto de 1965 o Hospital Sírio-Libanês foi oficialmente inaugurado.

## Figuras públicas

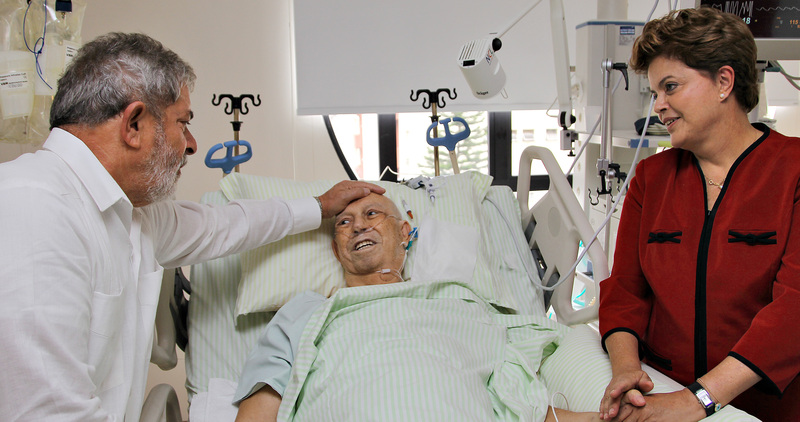
José Alencar recebendo visita de Lula.

O hospital Sírio-Libanês atendeu diversos políticos de notoriedade no Brasil. Entre as figuras que utilizaram os serviços do hospital encontram-se o presidente Lula da Silva, a ex-presidente Dilma Rousseff  e o ex-presidente Michel Temer. O hospital disponibiliza boletins médicos em relação às consultas de figuras públicas, disponível em seu website.
O hospital também foi responsável pelo tratamento de câncer do ex-prefeito da cidade de São Paulo, Bruno Covas.

## COVID-19
Ao final de março de 2020, o Hospital Sírio-Libanês precisou afastar 104 funcionários por 14 dias por terem testado positivo para o novo coronavírus. Entre os profissionais de saúde do Sírio Libanês afetados pela doença, encontram-se o coordenador do Centro de Gestão do Coronavírus no Estado de São Paulo, David Uip, e o cardiologista Roberto Kalil Filho.
O diretor-geral do hospital, Paulo Chapchap, defendeu publicamente o isolamento social como medida de combate à Covid-19.
O Hospital, em conjunto com o Hospital Israelita Albert Einstein, o HCor e o Ministério da Saúde, coordena o teste clínico com 1,3 mil pacientes de Covid-19 para averiguar a eficiência dos medicamentos hidroxicloroquina, azitromicina e dexametasona no tratamento da doença. O hospital também estuda o uso de anticoagulantes para conter alguns problemas derivados da doença.

## Ensino e pesquisa
Além de conter setores reconhecidos de atenção em saúde, o Hospital Sírio Libanês conta com setor de ensino e pesquisa.  O hospital tem programas de pós-graduação stricto sensu na área da saúde com cursos de mestrado e doutorado, além de parcerias com vinculação a programas da Universidade de São Paulo.
O hospital oferece também cursos de educação a distância para formação de profissionais de saúde. Cursos relacionados ao combate à pandemia de COVID-19 foram disponibilizados de forma gratuita.

## Unidades
O Sírio-Libanês é composto pelas seguintes unidades:
- Bela Vista, São Paulo – Complexo hospitalar, incluindo unidades de internação, Centro Cirúrgico, Centro de Diagnósticos e Pronto Atendimento.
- Itaim Bibi, São Paulo - Centro de Diagnósticos, hospital-dia, Centro de Acompanhamento da Saúde e Check-up, Centro de Reprodução Humana e Centro de Tratamento das Veias.
- Jardins, São Paulo - Unidade de atendimento.
- Brasília - Centro de Oncologia.